# La Chute des anges rebelles (film)
Pour les articles homonymes, voir La Chute des anges rebelles (homonymie).
Pour plus de détails, voir Fiche technique et Distribution.
La Chute des anges rebelles (La caduta degli angeli ribelli) est un film dramatique italien co-écrit et réalisé par Marco Tullio Giordana et sorti en 1981.
Le film met en vedette Vittorio Mezzogiorno et Alida Valli, qui a reçu un David di Donatello pour sa prestation. Le film tire son nom du tableau La Chute des anges rebelles de Pieter Brueghel l'Ancien daté de 1562.

## Synopsis
Cecilia, une jeune femme de la classe moyenne, quitte son travail, sa famille et ses amis malgré sa vie confortable pour suivre un homme rencontré par hasard. Elle découvre plus tard qu'il s'agit d'un terroriste isolé de ses camarades. Mais cette vie en cavale n'est pas pour elle ; elle décide d'y mettre fin par un choix dramatique.

## Fiche technique
- Titre français : La Chute des anges rebelles ou L'Ange rebelle[1]
- Titre original italien : La caduta degli angeli ribelli[2]
- Réalisation : Marco Tullio Giordana
- Scenario : Marco Tullio Giordana, Vincenzo Caretti, Mario Gallo (it)
- Photographie :	Giuseppe Pinori (it)
- Montage : Sergio Nuti
- Décors : Raffaele Balletti
- Costumes : Fiamma Bedendo
- Maquillage : Cesare Paciotti
- Production : Mario Gallo, Enzo Giulioli
- Société de production : Filmalpha, Rai 3
- Société de distribution : Consorzio Italiano Distributori Indipendenti Film (Italie)
- Pays de production :  Italie
- Langue originale : italien
- Format : Couleurs par Eastmancolor - 1,85:1 - Son mono - 35 mm
- Durée : 103 minutes
- Genre : Mélodrame politique[1]
- Dates de sortie :
  - Italie : 9 septembre 1981
  - France : 1984 (vidéo)[1]

## Distribution
- Clio Goldsmith : Cecilia
- Vittorio Mezzogiorno : Vittorio
- Alida Valli : Bettina
- Yves Beneyton : Giovanni
- Francesca Rinaldi : Viola
- Vittorio Marchetti : le père de Cecilia
- Francesca Archibugi :

## Production
Dans son premier film, Maudits je vous aimerai ! (1980), le réalisateur avait fait le portrait de la génération des soixante-huitards, dans la période de la fin des années 1970. Avec ce film, Giordana reste sur le thème de la profonde crise d'identité provoquée par la difficulté de concrétiser certains idéaux.